# معركة إسوس
وقعت معركة إسوس (بالإنجليزية: Issus)‏ في نوفمبر عام 333 قبل الميلاد في جنوب الأناضول بين جيش الإسكندر الأكبر المقدوني وجيش الفرس الأخمينيين بقيادة الإمبراطور داريوش الثالث بنفسه. وأسفرت المعركة عن هزيمة منكرة لجيش داريوس الذي فرَّ من المعركة تاركا خلفه زوجته وبنتيه وأمه سبايا ومالاً كثيرا . فتح هذا النصر الطريق أمام الإسكندر للتوسّع في سورية وصولا إلى مصر عام 332 قبل الميلاد.

## نبذة
كانت المعركة ضمن توسعات الإسكندر الأكبر وفتوحاته، وقد جرت بين الطرفين عند مدينة إسوس في الواقعة في لواء الإسكندرون، ودارت بين جيشي الإسكندر الأكبر وداريوس الثالث، استطاع الإسكندر الأكبر بفضل حنكته السياسية والحربية وخططه الجريئة وقيادته الحكيمة وفيالق قواته وحشود مشاته أن يلحقوا الهزيمة بداريوس وقواته.

## نتائج المعركة
- هزيمة جيوش الفرس وسقوط كثير من القتلى والجرحى في صفوفهم
- هروب داريوس مثل باقي أفراد جيشه تاركا أسرته الذين لقوا من الإسكندر مقاطعة كبيرة
- حطم الإسكندر القوة البحرية الفارسية الكبيرة
- واصل الإسكندر زحفه في آسيا فحاصر مدينة صور واحتلها تلتها غزة ثم مصر التي استقبله أهلها بالترحاب ليخلصهم من الحكم الفارسي